# Velika nagrada Nemčije 2000
Velika nagrada Nemčije 2000 je bila enajsta dirka Svetovnega prvenstva Formule 1 v sezoni 2000. Odvijala se je 30. julija 2000.

## Poročilo

### Kvalifikacije
Svoj dirkalnik je na najboljši štartni položaj postavil David Coulthard (McLaren). Na drugo mesto se je uvrstil Michael Schumacher (Ferrari), tretji je bil Giancarlo Fisichella (Benetton), četrti pa Coulthardov moštveni kolega Mika Häkkinen. Drugi Ferrarijev dirkač Rubens Barrichello je v kvalifikacijah imel probleme zaradi puščanja olja na svojem dirkalniku. Nastopil je v Schumacherjevem dirkalniku in dosegel le 18. štartni položaj.

### Dirka
Coulthard je po štartu ubranil vodstvo pred Schumacherjem in Fisichello, ki sta kmalu zatem pred prvim ovinkom trčila in zaradi poškodovanih dirkalnikov takoj odstopila. Trenutek je najbolj izkoristil Häkkinen, ki je prehitel Coultharda in prevzel vodstvo. Oba McLarnova dirkača sta potem iz kroga v krog povečevala prednost pred tekmeci.
Barrichello je kljub slabemu štartnemu položaju dirko vozil odlično in v več krogih postavil najhitrejši čas. Do prvega postanka v boksih v 17. krogu se mu je že uspelo prebiti na tretje mesto. Kljub temu sta brezhibno peljala tudi Häkkinen in Coulthard, ki sta v tem trenutku še naprej imela okrog 14 sekund prednosti pred Brazilcem.
V 25. krogu se je na progo prebil protestnik, ki so ga pozneje identificirali kot 47-letnega francoskega državljana. Ta je bil nekdanji zaposleni pri Mercedesu ter je protestiral, ker je bil prepričan, da so ga neupravičeno odpustili. Protestnik je nekaj minut hodil po travniku ob progi vzdolž gozdne ravnine med prvim ovinkom in prvo šikano, v enem trenutku pa je progo kar prečkal. Zaradi tega je posredoval varnostni avtomobil, kar je za posledico imelo razblinjenje prednosti Häkkinena in Coultharda v McLarnovih dirkalnikih z Mercedesovima motorjema. Dirka se je nadaljevala v 29. krogu, kmalu zatem pa se je varnostni avtomobil vrnil na progo, saj sta pred vhodom v tretjo šikano trčila Pedro Diniz in Jean Alesi. Do drugega ponovnega štarta je prišlo v 31. krogu.
V 33. krogu je nevihtni oblak nad del proge okoli štartno-ciljne ravnine prinesel ploho. Häkkinen in Coulthard sta zapeljala v bokse po gume za mokro progo. Barrichello je še naprej dirkal z gumami za suho progo, saj nad njenim gozdnim delom z dolgimi ravninami za najhitrejšo vožnjo ni deževalo. Brazilec je tako prevzel vodstvo, medtem ko se je na drugo mesto prebil domači dirkač Heinz-Harald Frentzen v Jordanovem dirkalniku. Tudi Frentzen je nadaljeval dirkati z gumami za suho progo in je bil v tem trenutku edini voznik, ki se je z Barrichellom bojeval za zmago.
Frentzen dirke ni končal, saj mu je v 40. od 45 krogov odpovedal menjalnik. Barrichello je na koncu zmagal s prednostjo sedmih sekund pred drugouvrščenim Häkkinenom, medtem ko se je Coulthard na tretje mesto uvrstil z 21 sekundami zaostanka za zmagovalcem. Četrti je bil Jenson Button v Williamsovem dirkalniku, ki je s tem dosegel svojo najboljšo uvrstitev v sezoni. Med dobitnike točk sta se še uvrstila Mika Salo (Sauber) in Pedro de la Rosa (Arrows).

### Po dirki
Barrichello je na dirki dosegel svojo prvo zmago v 123. nastopu v Formuli 1, hkrati pa je tudi šlo za prvo zmago nekega brazilskega dirkača v Formuli 1 po zmagi Ayrtona Senne na Veliki nagradi Avstralije 1993. Barrichello je na stopničkah zmago proslavil z brazilsko zastavo v rokah, kasneje pa jo je posvetil prav Senni.
Velik del medijske pozornosti je pritegnil nase protestnik, ki je razkril pomanjkljivosti v varovanju pred vdori gledalcev na gozdnem delu proge. Protestnik je že kratko pred štartom stopil na progo na štartno-ciljni ravnini, od koder so ga varnostniki takoj odvlekli nazaj na tribune.
V skupnem seštevku svetovnega dirkaškega prvenstva je Schumacher s 56 točkami kljub odstopu obdržal vodstvo, medtem ko sta tako Häkkinen kot Coulthard imela 54 točk.

## Rezultati

### Kvalifikacije
| Poz | Št | Dirkač                | Konstruktor        | Čas      | Zaostanek |
| --- | -- | --------------------- | ------------------ | -------- | --------- |
| 1   | 2  | David Coulthard       | McLaren-Mercedes   | 1:45,697 |           |
| 2   | 3  | Michael Schumacher    | Ferrari            | 1:47,063 | +1,366    |
| 3   | 11 | Giancarlo Fisichella  | Benetton-Supertec  | 1:47,130 | +1,433    |
| 4   | 1  | Mika Häkkinen         | McLaren-Mercedes   | 1:47,162 | +1,465    |
| 5   | 18 | Pedro de la Rosa      | Arrows-Supertec    | 1:47,786 | +2,089    |
| 6   | 6  | Jarno Trulli          | Jordan-Mugen Honda | 1:47,833 | +2,136    |
| 7   | 12 | Alexander Wurz        | Benetton-Supertec  | 1:48,037 | +2,340    |
| 8   | 8  | Johnny Herbert        | Jaguar-Ford        | 1:48,078 | +2,381    |
| 9   | 22 | Jacques Villeneuve    | BAR-Honda          | 1:48,121 | +2,424    |
| 10  | 7  | Eddie Irvine          | Jaguar-Ford        | 1:48,305 | +2,508    |
| 11  | 19 | Jos Verstappen        | Arrows-Supertec    | 1:48,321 | +2,524    |
| 12  | 23 | Ricardo Zonta         | BAR-Honda          | 1:48,665 | +2,968    |
| 13  | 15 | Nick Heidfeld         | Prost-Peugeot      | 1:48,690 | +2,993    |
| 14  | 9  | Ralf Schumacher       | Williams-BMW       | 1:48,841 | +3,144    |
| 15  | 17 | Mika Salo             | Sauber-Petronas    | 1:49,204 | +3,507    |
| 16  | 10 | Jenson Button         | Williams-BMW       | 1:48,215 | +3,518    |
| 17  | 5  | Heinz-Harald Frentzen | Jordan-Mugen Honda | 1:49,280 | +3,583    |
| 18  | 4  | Rubens Barrichello    | Ferrari            | 1:49,544 | +3,847    |
| 19  | 16 | Pedro Diniz           | Sauber-Petronas    | 1:49,936 | +4,239    |
| 20  | 14 | Jean Alesi            | Prost-Peugeot      | 1:50,289 | +4,592    |
| 21  | 21 | Gaston Mazzacane      | Minardi-Fondmetal  | 1:51,611 | +5,914    |
| 22  | 20 | Marc Gené             | Minardi-Fondmetal  | 1:53,094 | +7,397    |

### Dirka
| Poz | Št | Dirkač                | Konstruktor        | Krogi | Čas/Odstop  | Št. m. | Toč |
| --- | -- | --------------------- | ------------------ | ----- | ----------- | ------ | --- |
| 1   | 4  | Rubens Barrichello    | Ferrari            | 45    | 1:25:34,418 | 18     | 10  |
| 2   | 1  | Mika Häkkinen         | McLaren-Mercedes   | 45    | + 7,452 s   | 4      | 6   |
| 3   | 2  | David Coulthard       | McLaren-Mercedes   | 45    | + 21,168 s  | 1      | 4   |
| 4   | 10 | Jenson Button         | Williams-BMW       | 45    | + 22,685 s  | 16     | 3   |
| 5   | 17 | Mika Salo             | Sauber-Petronas    | 45    | + 27,112 s  | 15     | 2   |
| 6   | 18 | Pedro de la Rosa      | Arrows-Supertec    | 45    | + 29,080 s  | 5      | 1   |
| 7   | 9  | Ralf Schumacher       | Williams-BMW       | 45    | + 30,898 s  | 14     |     |
| 8   | 22 | Jacques Villeneuve    | BAR-Honda          | 45    | + 47,537 s  | 9      |     |
| 9   | 6  | Jarno Trulli          | Jordan-Mugen-Honda | 45    | + 50,901 s  | 6      |     |
| 10  | 7  | Eddie Irvine          | Jaguar-Cosworth    | 45    | + 1:19,664  | 10     |     |
| 11  | 21 | Gastón Mazzacane      | Minardi-Fondmetal  | 45    | + 1:29,504  | 21     |     |
| 12  | 15 | Nick Heidfeld         | Prost-Peugeot      | 40    | Alternator  | 13     |     |
| Ods | 5  | Heinz-Harald Frentzen | Jordan-Mugen-Honda | 39    | Menjalnik   | 17     |     |
| Ods | 19 | Jos Verstappen        | Arrows-Supertec    | 39    | Zavrten     | 11     |     |
| Ods | 23 | Ricardo Zonta         | BAR-Honda          | 37    | Zavrten     | 12     |     |
| Ods | 20 | Marc Gené             | Minardi-Fondmetal  | 33    | Motor       | 22     |     |
| Ods | 12 | Alexander Wurz        | Benetton-Playlife  | 31    | El. sistem  | 7      |     |
| Ods | 16 | Pedro Diniz           | Sauber-Petronas    | 29    | Trčenje     | 19     |     |
| Ods | 14 | Jean Alesi            | Prost-Peugeot      | 29    | Trčenje     | 20     |     |
| Ods | 8  | Johnny Herbert        | Jaguar-Cosworth    | 12    | Menjalnik   | 8      |     |
| Ods | 3  | Michael Schumacher    | Ferrari            | 0     | Trčenje     | 2      |     |
| Ods | 11 | Giancarlo Fisichella  | Benetton-Playlife  | 0     | Trčenje     | 3      |     |